# Géant Casino

Géant Casino-Logo ab 2015

Die Géant-Gruppe war eine französische Einzelhandelskette mit Sitz in Saint-Étienne. Géant ist eine Tochter der börsennotierten Groupe Casino.
Géant unterhielt Hypermarché-Geschäfte in Frankreich, vor allem im Süden des Landes und war damit nach Carrefour zweitgrößter Anbieter in diesem Segment. Die Märkte wiesen jeweils eine Verkaufsfläche von durchschnittlich 7.000 m² auf und boten ein breites Sortiment an Lebensmitteln und Non-Food. Auch im Ausland, z. B. im Libanon, in Polen, Taiwan oder Uruguay war bzw. ist Géant vertreten. Im Jahr 2013 war man die fünftgrößte Hypermarktgruppe der Welt.

## Geschichte

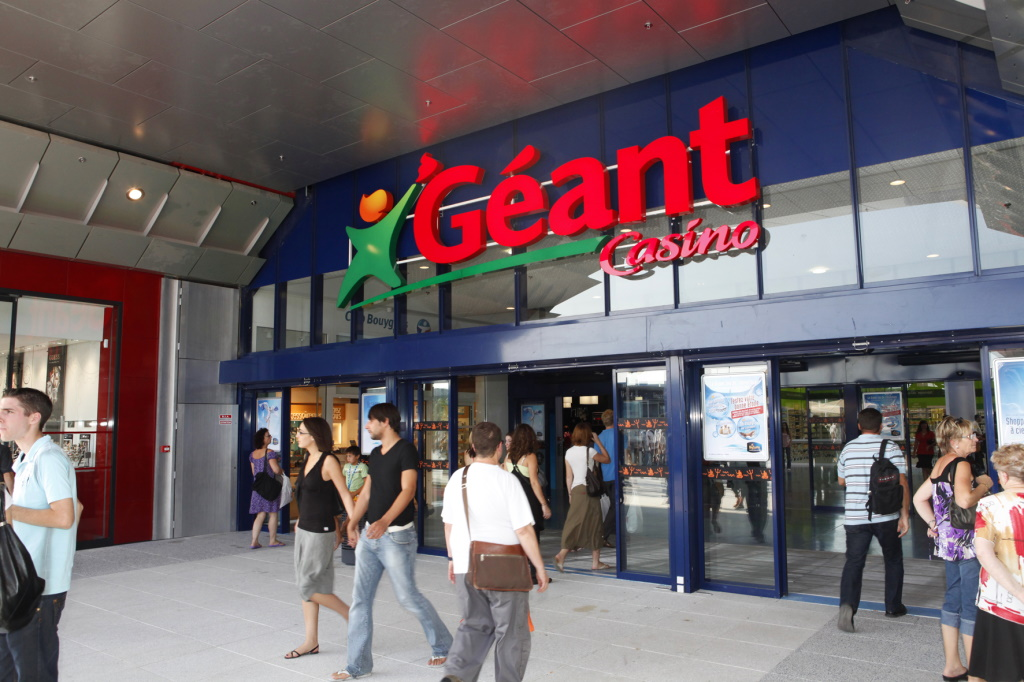
Géant Casino-Markt in Montpellier, im Juni 2013

### Frankreich
Das erste Geschäft unter der Marke Géant Casino wurde am 25. März 1970 in Marseille eröffnet. Dieses stellte bei seiner Eröffnung das größte SB-Warenhaus in ganz Frankreich dar. 1992 erfolgte die Fusion der Gruppe mit dem Unternehmen Rallye, das u. a. Hypermärkte unter gleichem Namen führte. Im Zuge der Fusion wurden die Rallye-Märkte auf Géant umgeflaggt, die letzten beiden Rallye-Märkte schlossen im Dezember 2000. Ab 1997 trat man am Markt ohne Casino-Zusatz auf. Anfang 1998 zählte man landesweit 112 Standorte. Die Hypermarktsparte konnte für das Geschäftsjahr 2001 einen Umsatz von 6,67 Milliarden Euro verbuchen. Ab dem 8. November 2006 erfolgte die erneute Umbenennung auf Géant Casino. Im Überseegebiet Réunion beabsichtigte die Caillé-Gruppe, bis dahin Franchisenehmer von Carrefour, zur Groupe Casino zu wechseln. Nach einem Gerichtsverfahren, indem Carrefour der Caillé-Gruppe unterlag, erfolgte der Wechsel. Zwei Märkte der Gruppe flaggten auf Géant um. 2014 zählte man landesweit 126 Filialen. In den Folgejahren befand sich Géant zeitweise in den roten Zahlen und machte Verluste. Um die Verluste zu kompensieren, wurden u. a. unrentable Standorte verkauft. So übernahm 2018 E.Leclerc sechs Märkte, Intermarché im Frühjahr 2019 zwei weitere. Ende März 2022 wurde bekannt, dass die Gruppe eine Umflaggung von mindestens 20 der damaligen 81 Standorte auf die Vertriebslinie Casino Supermarché vorsah. Dabei handelte es sich kleinere Flächen, die durchschnittlich 5.000 m² groß waren, während Géant-Märkte zum jenen Zeitpunkt im Schnitt 8.000 m² Fläche aufwiesen. Bereits 2021 wählten man an neun Standorten diesen Schritt. Ab dem 1. August 2022 flaggten die französischen Märkte offiziell unter dem Namen Casino # Hyper Frais. Zum damaligen Zeitpunkt bestanden landesweit 61 Standorte. Als erste Standorte wurden die Märkte in Amiens, Angers, Nîmes und Salon-de-Provence umgeflaggt. Bis Ende des Jahres sollten 30 Standorte umgeflaggt sein, der Rest sollte 2023 folgen. Im Zuge der Verschuldung der Groupe Casino wurden verschiedene Geschäftsbereiche verkauft, darunter die Hypermarktsparte. Die Märkte wurden 2023 zu einem Großteil an die Mitbewerber Auchan und Intermarché verkauft. 26 Märkte verblieben vorerst bei Casino. Der erste Markt in Marseille wurde am 30. April 2024 geschlossen und eröffnete am 6. Mai 2024 als Auchan.

### Polen

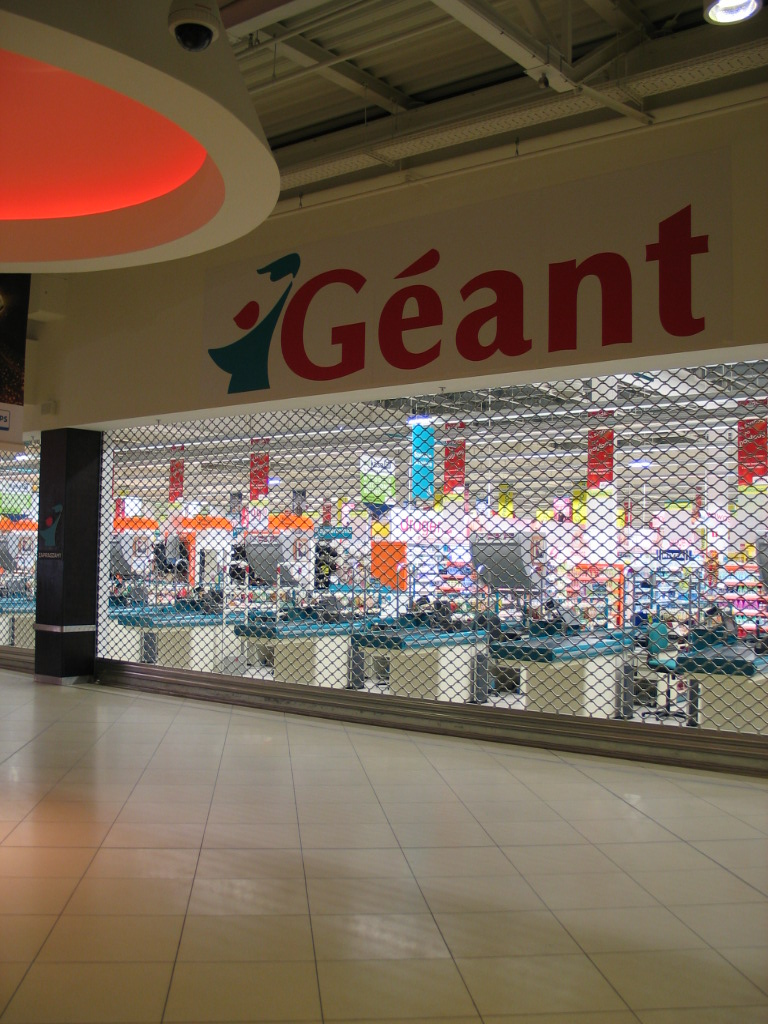
Der Géant-Markt im Einkaufszentrum Manufaktura in Łódź am 31. Oktober 2006, einen Tag nach der Schließung.

Über die polnische Tochtergesellschaft Géant Polska Sp. z o.o. war die Groupe Casino auch in Polen vertreten. Die Unternehmensgründung erfolgte am 13. Februar 1996, mit der notariellen Beurkundung des Unternehmens. Im Warschauer Stadtteil Praga wurde im November 1996 der erste Standort eröffnet. Der Markt wies eine Fläche von 8.500 m² auf. Auch der zweite Standort des Landes befand sich in der Hauptstadt, im Stadtteil Ursinów, der Ende Juli 1997 eröffnete. Der dritte Standort wurde am 12. November 1997 in Krakau eingeweiht. Der Markt hatte eine Verkaufsfläche von 10.000 m² und beschäftigte zur Eröffnung 750 Mitarbeiter. Am Eröffnungstag wurden 17.000 Kunden gezählt. Ab September 1998 verkaufte man auch Produkte der Eigenmarke Leader Price, unter dessen Namen ab 5. April 2000 auch in Polen Discounter eröffneten. Neben einem Teil der Hypermärkten wurden ab 1999 Tankstellen eröffneten, die ebenfalls unter der Marke Géant betrieben wurden, zuerst am Géant-Standort in Ursynów. Bis zum Sommer 2002 wuchs die Zahl der Tankstellen an Hypermarkt-Standort auf vier. Zur Verschlankung von Strukturen und Verwaltungstätigkeiten wurde im November 2000 die polnische Logistiktochter der Groupe Casino in die Géant Polska Sp. z .o.o eingegliedert. Ende 2001 bestanden landesweit 15 Géant-Hypermärkte. In diesen sowie in den damals 60 Leader Price-Discountern wurden insgesamt über 8.000 Mitarbeiter beschäftigt. Bis zu jenem Zeitpunkt investierte die Groupe Casino in Polen insgesamt 3,7 Milliarden Złoty. Für das Jahr 2001 belief sich der Gesamtumsatz von Géant Polska (Géant und Leader Price) auf 820,4 Millionen Euro. Das Filialnetz von Géant sollte bis Ende 2004 auf 22 Standorte wachsen. Für das Geschäftsjahr 2005 vermeldete man einen Gesamtumsatz von 800 Millionen Euro, Géant alleine rund 529 Millionen Euro. Die Zahl der Hypermärkte belief sich auf 18. Ende Mai 2006 stand seitens der Groupe Casino eine Überprüfung ihrer Aktivitäten in Polen an. Ende Juli 2006 wurde der Verkauf alle Aktivitäten der Gruppe publik, die 19 bestehenden, sieben in Bau bzw. Planung befindliche Géant-Märkte sowie die 6.100 Mitarbeiter wurden dabei von Real übernommen. Als Verkaufssumme wurde 224 Millionen Euro angegeben. Am 30. Oktober 2006 um 20:00 Uhr schlossen die Märkte unter dem Namen Géant endgültig und eröffneten am 2. November 2006 als Teil von Real neu. Ab Januar 2007 folgte die Umflaggung auf Real, die am 23. März 2007 abgeschlossen werden konnte.

### Uruguay
Am 29. September 1999 wurde in Uruguay der erste Géant-Markt des Landes eröffnet. Géant ist dabei ein Joint-Venture zwischen Disco Uruguay und der Groupe Casino. Beide uruguayischen Märkte befinden sich in der Hauptstadt Montevideo.

### Taiwan
In Taichung begann man im November 1997 mit dem Bau des ersten Marktes, der eine Verkaufsfläche von 10.000 m² erhielt.

### Libyen
Mit der Eröffnung des landesweit ersten Marktes im libysche Bengasi wurde im Januar 2022 erfolgte der Markteintritt in das nordafrikanische Land. Im Markt sind mehr als 200 Menschen beschäftigt.

### Tunesien
Am 29. September 2005 wurde der erste Standort in Tunis eröffnet. Mit einer Verkaufsfläche von mehr als 12.500 m² ist er bis heute (Stand: August 2024) der größte Hypermarkt des Landes und beschäftigt mehr als 700 Mitarbeiter. Franchisenehmer ist das Unternehmen Meddis. Vorausgegangen waren 20 Monate Bauzeit, es wurden 62 Millionen Euro in den Standort des Einkaufszentrum, in dem sich der Markt befindet, investiert. Im Rahmen der Tunesischen Revolution erlebte der Markt am 14. Januar 2011 eine Plünderung und brannte danach völlig aus. Am 12. Januar 2012 erfolgte die Wiedereröffnung.

### Bahrain, Kuwait und Vereinigte Arabische Emirate
Auch in Bahrain, Kuwait und den Vereinigten Arabischen Emiraten bestanden Géant-Standorte, die von Retail Arabia, einer Tochtergesellschaft des Unternehmens BMA International betrieben wurden. Der erste Standort wurde 2001 in Bahrain eröffnet, in die Vereinigten Arabischen Emirate expandierte man mit der ersten Eröffnung in Dubai am 23. März 2005. 2009 folgte die erste Eröffnung in Kuwait. Die Anzahl der Filialen konnte bis Dezember 2011 auf elf gesteigert werden. Ein Teil der Filialen, vor allem kleinere Standorte, flaggte dabei als Géant Easy. Im Juni 2017 wurde bekannt, dass 26 Standorte vom regionalen Carrefour-Betreiber Majid Al Futtaim übernommen wurden. In der Folge wurden alle verkauften Standorte auf Carrefour-Vertriebslinien umgeflaggt. Im April 2022 übernahm die Unternehmensgruppe GMG alle damaligen 18 Super- und Hypermärkte in den Vereinigten Arabischen Emiraten. Zeitgleich erwarb man die exklusiven Rechte der Markennutzung für den gesamten Nahen Osten. Heute (Stand: August 2024) werden in Dubai supermarktgroße Standorte als Géant Express sowie ein Hypermarkt als Géant betrieben.

### Katar und Oman
Im Dezember 2011 wurde bekannt, dass mit dem Unternehmen Al Meera Consumer Goods Co eine Franchisevereinbarung geschlossen wurde, die den Betrieb von Géant- und Géant-Standorten in Katar und dem Oman vorsah. Am 24. Februar 2013 eröffnete in Katar den ersten Standort. Inzwischen flaggt dieser Standort als Al Meera Hypermarket.

### Saudi-Arabien
Mit der Eröffnung der ersten Filialen in Riad im Jahr 2004 erfolgte der Markteintritt nach Saudi-Arabien. In Khobar entstand bis Mai 2005 der zweite Standort. Weitere Standorte waren für August 2005 in Riad, September 2005 in Dschidda und Dezember 2005 in der Provinz al-Qasim geplant. 2008 betrieb man zehn Standorte. Alle führten rund 75.000 Produkte. Betreiber der Filialen war zuerst Geant Saudi Arabia, das im Rahmen einer Franchisevereinbarung zwischen der Groupe Casino und der Fawaz Al Hokair Group entstand. Im Jahr 2009 verkaufte die Fawaz Al Hokair Group alle damaligen elf Standorte für 440 Millionen Saudi-Riyal an die saudische Savola Group.

## Logos

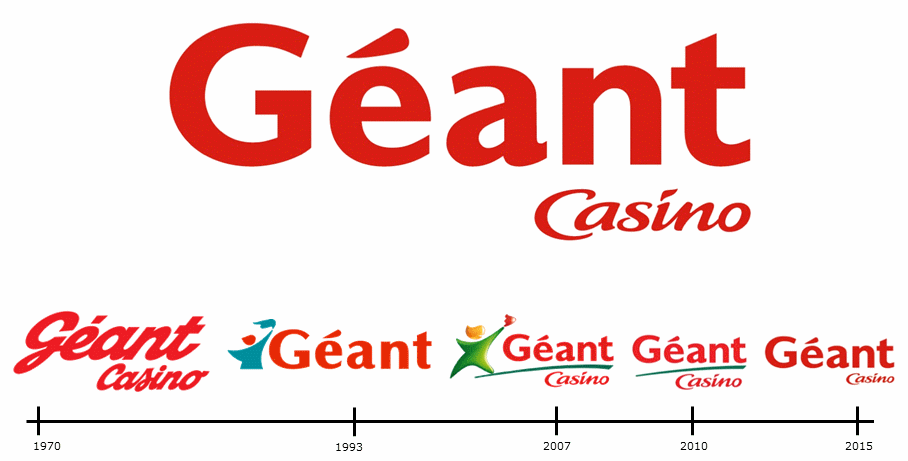
Entwicklung des Logos in Frankreich

Logo von Géant in Uruguay seit September 2024

Seit Bestehen der Kette änderte sich das Logo einige Male. Der erste Schriftzug wurde 1993 durch eine angepasste Variante ersetzt. Erstmalig war eine Figur im Logo zu erkennen, der Untertitel Casino verschwand jedoch vorerst. Zum 8. November 2006 fand der Untertitel wieder Einzug ins Logo, die Schriftart wurde dabei minimal überarbeitet und die Figur angepasst. Ein neues Logo, das ohne Figur auskam, wurde 2010 eingeführt. Eine letzte Überarbeitung des Logos erfolgte im Juni 2015, als die 2007 eingeführte Unterstreichung des Wortes Géant entfiel. Zeitgleich wurde der Untertitel Casino verkleinert. Farblich waren alle Logos in Rottönen gehalten.
Seit dem 24. September 2024 wird in Uruguay ein modifiziertes Logo verwendet.